# 羽咋道路
羽咋道路（はくいどうろ）は、石川県羽咋市四柳町から羽咋郡宝達志水町二口に至る延長6.7 km（キロメートル）の国道159号のバイパス道路である。

## 概要
羽咋道路は、並行する現道の急カーブや幅員狭小、歩道未整備箇所や渋滞などの課題に対しバイパス事業を整備するものとして国土交通省北陸地方整備局金沢河川国道事務所により2008年度（平成20年度）に事業化された。

### 路線データ
羽咋道路パンフレットに基づく諸元は以下の通り。
- 起点 - 石川県羽咋市四柳町（国道159号鹿島バイパス終点・現道交点）
- 終点 - 石川県羽咋郡宝達志水町二口（二口交差点、国道415号羽咋バイパス交点）
- 路線延長 - 6.7 km
- 車線数 - 4車線
- 幅員 - 27.0 m (3.5 m + 2.0 m + 2×3.25 m + 3.0 m + 2×3.25 m + 2.0 m + 3.5 m)
- 規格 - 第3種第2級
- 設計速度 - 60 km/h
- 整備主体 - 国土交通省北陸地方整備局金沢河川国道事務所

## 歴史
- 2001年度（平成13年度） - 都市計画決定（終点側延長3.4 km）[1]。
- 2008年度（平成20年度） - 事業化[1]。
- 2012年度（平成24年度） - 用地着手[2]。
- 2014年（平成26年）8月 - 道路構造規格縮小し、幅員を28.0 mから27.0 mに変更[3]。
- 2015年度（平成27年度） - 工事着手[2]。
- 2025年（令和7年） - 羽咋市四柳町 - 同市志々見町間延長3.3 km開通予定[4]。

## 路線状況
現道の西側にバイパスを整備する。

### 主要構造物
- 飯山川橋
- 吉崎川橋

## 地理

### 通過する自治体
- 石川県
  - 羽咋市 - 羽咋郡宝達志水町

### 交差する道路
- 石川県道234号函屋酒井線
- 石川県道232号若部千里浜インター線
- 石川県道232号若部千里浜インター線（バイパス）
- 国道415号羽咋バイパス

### 接続するバイパスの位置関係
- 国道159号
  - （七尾方面） 七尾バイパス - 鹿島バイパス - 羽咋道路 - 現道 - 押水バイパス（金沢方面）